# 免疫豁免
免疫豁免（英語：Immune privilege）在免疫学中是指由于解剖和免疫屏障的存在，有些自身抗原位于免疫豁免部位，自身反应性淋巴细胞不能接触到它们。如果屏障遭到破坏，自身抗原暴露，就能诱导自體免疫。现认为免疫豁免器官并非完全与淋巴细胞隔绝，但是免疫豁免器官内高表达FasL，并且产生多种抑制性细胞因子，使得淋巴细胞耐受。然而这种耐受是有限的，当器官感染或受损时，将引起强烈的免疫应答。
人体的免疫豁免区域包括：晶状体、中枢神经系统、睾丸、胎盘与胎儿，以及生长期毛囊。